# Saison 2016-2017 des Chamois niortais
Maillots
Chronologie
Saison précédente Saison suivante
La saison 2016-2017 du Chamois niortais Football Club est la vingt-neuvième de l'histoire du club à l'échelle professionnelle et la cinquième consécutive en Ligue 2 depuis son retour en 2012.

## Avant saison

### Mouvements de l'inter-saison
Après une saison difficile, le Chamois niortais football club termine à la seizième place du Championnat de France de Ligue 2 2015-2016.
En fin de contrat, le gardien Delecroix signe en L1 au FC Lorient. Le rôle de gardien no 1 est désormais dévolu à Allagbé, le no 2 à Desmas, Bouchard (Paris FC) signant pour la place de gardien no 3.
En défense, Selemani est transféré également au FC Lorient pour 900 000 €, tandis que Bong et Da Veiga sont laissés libres. Brison, en provenance des verts de St-Étienne, rejoint la défense. Bronn, jeune défenseur de l'AS Cannes, rejoint le groupe pro mais est officiellement recruté pour la réserve.
Au milieu, Koukou et Tigroudja, tous les deux en fin de contrat, ne sont pas reconduits. Omrani, après âpre négociation, ne se met pas d'accord avec le club pour sa prolongation et quitte également le club.
Côté renfort, les observateurs constatent que le club met les moyens sur les milieux : Dembélé (Bourg-Peronnas), Agouazi (FC Tours) et Grange (Paris FC) rejoignent les rangs niortais.
En attaque, Grain, en fin de contrat et prêté la saison dernière à Fréjus, n'est pas conservé, Koné est laissé libre, tandis que Lamkel Ze, en provenance du LOSC, rejoint les Chamois.

### Matchs de préparation
Les Niortais entament leur préparation par un stage à Royan à l'issue duquel ils dominent aisément 7-0 l'équipe de Cozes (DH) le 1er juillet (buts : Lamkel Ze, Grange, Grich x2, Bouardja, Rocheteau, Da Veiga). 
Ils rencontrent ensuite la sélection UNFP à Benet le 9 juillet sous un soleil de plomb, rencontre se soldant par une victoire 2-1 (Dabasse   11e Grich   74e). « J'ai vu une première mi-temps en deux temps », commentait Denis Renaud après la partie, « Dans les premières 20-25 minutes, on a été plutôt bons dans l'utilisation du ballon avant de tomber dans l'à-peu-près. Notre deuxième période a été plutôt bonne, on a eu plus le ballon que l'adversaire et on mérite de marquer. »
Ils s'imposent ensuite 2-1 contre Les Herbiers (National) à Chantonnay le 13 juillet avec les mêmes buteurs que face à l'UNFP (Dabasse   5e Grich   81e).
Les Chamois affrontent ensuite le SCO d'Angers (L1) à Cholet le 16 juillet. Les Angevins, qui ne reprennent la compétition que mi-août, sons moins avancés dans leur préparation. Ils trébuchent 0-1 contre les Niortais (Roye   29e sp). En première période, Niort a clairement pris l'ascendant. Solide derrière, actif au milieu, remuant devant : on a entrevu les contours du projet de jeu souhaité par Denis Renaud, prompt à se lever de son banc pour replacer et motiver ses troupes. La seconde mi-temps, nettement dominée par le SCO, est cependant venue rappeler que rien n'était encore gagné. L'entraîneur Niortais déclare : « On essaie de monter l'escalier marche après marche, mais on n'est pas encore arrivé en haut ». Le capitaine buteur ajoute : « C'est toujours mieux de gagner, mais je n'en tire aucune conclusion. Le rendez-vous le plus important, c'est la réception de Lens le 29 juillet. »
Niort rencontre ensuite la Berrichonne (National) à René Gaillard le 19 juillet sous la canicule (plus de 30 °C !) et l'emporte 3-2 (Dembélé   40e Dabasse   59e Roye   81e). Denis Renaud a donné du temps de jeu en première mi-temps à ceux qui n'en ont pas eu beaucoup contre Angers. En seconde mi-temps, après 8 changements, la future équipe type était quasiment alignée (hormis les blessés). L’entraîneur confie : « Les vingt-cinq premières minutes ont été difficiles pour les jeunes que nous avions choisi de faire démarrer. Ils ont souffert, plié parce qu'ils avaient du mal à tenir le ballon et jouaient bas. Mais ils n'ont pas lâché le morceau. Cela démontre un caractère. C'est très positif. Comme l'a été aussi le comportement des rentrants sur la dernière demi-heure. »
Ils finissent leur belle série sur une défaite à Tours (L2) 2-0 le 22 juillet. L'entraîneur pense alors que « ce match n'était pas une répétition du match à venir contre Lens. [Il] réfléchit encore aux paires qui fonctionnent bien sur le terrain et qu'il va falloir s'appuyer sur ce qui a été bien, mais aussi sur ce qu'on a connu dans la difficulté. Même si la préparation a été plutôt bonne, en aucun cas c'est un signe ou un gage de réussite pour le reste de la saison. »

## Effectif professionnel
Le tableau suivant liste l'effectif professionnel du Chamois Niortais FC pour la saison 2016-2017.

## Dirigeants
- Président de la SASP : Joël Coué  France
- Président de l’association : Jean-Louis Mornet  France
- Manager général : Karim Fradin  France
- Directeur du centre de formation : Franck Azzopardi  France

## Rencontres de la saison

### Ligue 2
| Date       | J. |              | Score |              | Buteurs Niort                      | C. | Affluence | LFP |
| ---------- | -- | ------------ | ----- | ------------ | ---------------------------------- | -- | --------- | --- |
| 29/07/2016 | 1  | Niort        | 0 - 0 | Lens         |                                    | 6  | 5 067     |     |
| 05/08/2016 | 2  | Laval        | 1 - 1 | Niort        | Lamkel Zé 86e                      | 11 | -         |     |
| 12/08/2016 | 3  | Amiens       | 2 - 0 | Niort        |                                    | 16 | -         |     |
| 19/08/2016 | 4  | Niort        | 1 - 4 | Tours        | Roye 44e                           | 19 | 4 403     |     |
| 26/08/2016 | 5  | Bourg en B.  | 2 - 2 | Niort        | Djigla 5e · Dona Ndoh 65e          | 17 | -         |     |
| 09/09/2016 | 6  | Niort        | 1 - 3 | Nîmes        | Roye 80e (pen.)                    | 20 | 3 308     |     |
| 16/09/2016 | 7  | Troyes       | 1 - 1 | Niort        | Agouazi 41e                        | 20 | -         |     |
| 20/09/2016 | 8  | Niort        | 0 - 0 | Gaz. Ajaccio |                                    | 20 | 2 928     |     |
| 23/09/2016 | 9  | Red Star     | 0 - 1 | Niort        | Choplin 62e                        | 17 | -         |     |
| 30/09/2016 | 10 | Niort        | 1 - 0 | Orléans      | Bronn 45e                          | 15 | 3 125     |     |
| 14/10/2016 | 11 | Valenciennes | 3 - 1 | Niort        | Kiki 53e                           | 16 | -         |     |
| 21/10/2016 | 12 | Niort        | 2 - 1 | Clermont     | Dona Ndoh 43e · Rocheteau 44e      | 13 | 3 302     |     |
| 29/10/2016 | 13 | Auxerre      | 0 - 4 | Niort        | Roye 34e · Dona Ndoh 58e 77e 90+2e | 12 | -         |     |
| 04/11/2016 | 14 | Niort        | 2 - 0 | Sochaux      | Dona Ndoh 28e · Djigla 43e         | 9  | 3 485     |     |
| 21/11/2016 | 15 | Brest        | 2 - 3 | Niort        | Dona Ndoh 8e · Bronn 13e · csc 31e | 7  | -         |     |
| 25/11/2016 | 16 | Niort        | 1 - 1 | AC Ajaccio   | Dabasse 27e                        | 8  | 3 418     |     |
| 28/11/2016 | 17 | Reims        | 1 - 0 | Niort        |                                    | 9  | -         |     |
| 09/12/2016 | 18 | Niort        | 1 - 1 | Le Havre     | Dona Ndoh 36e                      | 9  | 3 639     |     |
| 16/12/2016 | 19 | Strasbourg   | 3 - 0 | Niort        |                                    | 11 | -         |     |

| Date       | J. |              | Score |              | Buteurs Niort                               | C. | Affluence | LFP |
| ---------- | -- | ------------ | ----- | ------------ | ------------------------------------------- | -- | --------- | --- |
| 13/01/2017 | 20 | Niort        | 2 - 2 | Laval        | Grange 15e · Dona Ndoh 65e                  | 13 | 3 099     |     |
| 20/01/2017 | 21 | Niort        | 2 - 1 | Amiens       | Roye 12e (pen.) · Dona Ndoh 40e             | 11 | 2 978     |     |
| 27/01/2017 | 22 | Tours        | 0 - 0 | Niort        |                                             | 11 | -         |     |
| 03/02/2017 | 23 | Niort        | 3 - 2 | Bourg en B.  | Dabasse 76e · Choplin 82e · Roye 89e (pen.) | 9  | 2 978     |     |
| 07/02/2017 | 24 | Nîmes        | 3 - 0 | Niort        |                                             | 9  | -         |     |
| 10/02/2017 | 25 | Niort        | 3 - 2 | Troyes       | Sambia 45e · Lamkel Zé 52e · Choplin 89e    | 9  | 3 099     |     |
| 17/02/2017 | 26 | Gaz. Ajaccio | 1 - 0 | Niort        |                                             | 9  | -         |     |
| 24/02/2017 | 27 | Niort        | 2 - 3 | Red Star     | Agouazi 45+2e · Sambia 81e                  | 12 | 4 661     |     |
| 04/03/2017 | 28 | Orléans      | 1 - 1 | Niort        | Dona Ndoh 19e                               | 13 | -         |     |
| 10/03/2017 | 29 | Niort        | 2 - 1 | Valenciennes | Lamkel Zé 17e · Sambia 34e                  | 9  | 3 191     |     |
| 17/03/2017 | 30 | Clermont     | 0 - 1 | Niort        | Sambia 77e                                  | 8  | -         |     |
| 31/03/2017 | 31 | Niort        | 1 - 0 | Auxerre      | Dona Ndoh 90+3e                             | 8  | 3 964     |     |
| 07/04/2017 | 32 | Sochaux      | 2 - 2 | Niort        | Dembélé 42e · Grange 58e                    | 8  | -         |     |
| 14/04/2017 | 33 | Niort        | 0 - 3 | Brest        |                                             | 8  | 4 115     |     |
| 21/04/2017 | 34 | AC Ajaccio   | 3 - 1 | Niort        | Grange 29e                                  | 9  | -         |     |
| 28/04/2017 | 35 | Niort        | 0 - 3 | Reims        |                                             | 10 | 4 123     |     |
| 05/05/2017 | 36 | Le Havre     | 0 - 0 | Niort        |                                             | 10 | -         |     |
| 12/05/2017 | 37 | Niort        | 2 - 2 | Strasbourg   | Dona Ndoh 45+1e 62e                         | 10 | 5 620     |     |
| 19/05/2017 | 38 | Lens         | 3 - 1 | Niort        | Dona Ndoh 58e (pen.)                        | 10 | -         |     |

### Évolution du classement
|     | 01 | 02 | 03 | 04 | 05 | 06 | 07 | 08 | 09 | 10 | 11 | 12 | 13 | 14 | 15 | 16 | 17 | 18 | 19 | 20 | 21 | 22 | 23 | 24 | 25 | 26 | 27 | 28 | 29 | 30 | 31 | 32 | 33 | 34 | 35 | 36 | 37 | 38 |
| --- | -- | -- | -- | -- | -- | -- | -- | -- | -- | -- | -- | -- | -- | -- | -- | -- | -- | -- | -- | -- | -- | -- | -- | -- | -- | -- | -- | -- | -- | -- | -- | -- | -- | -- | -- | -- | -- | -- |
| 1er |    |    |    |    |    |    |    |    |    |    |    |    |    |    |    |    |    |    |    |    |    |    |    |    |    |    |    |    |    |    |    |    |    |    |    |    |    |    |
| 2e  |    |    |    |    |    |    |    |    |    |    |    |    |    |    |    |    |    |    |    |    |    |    |    |    |    |    |    |    |    |    |    |    |    |    |    |    |    |    |
| 3e  |    |    |    |    |    |    |    |    |    |    |    |    |    |    |    |    |    |    |    |    |    |    |    |    |    |    |    |    |    |    |    |    |    |    |    |    |    |    |
| 4e  |    |    |    |    |    |    |    |    |    |    |    |    |    |    |    |    |    |    |    |    |    |    |    |    |    |    |    |    |    |    |    |    |    |    |    |    |    |    |
| 5e  |    |    |    |    |    |    |    |    |    |    |    |    |    |    |    |    |    |    |    |    |    |    |    |    |    |    |    |    |    |    |    |    |    |    |    |    |    |    |
| 6e  |    |    |    |    |    |    |    |    |    |    |    |    |    |    |    |    |    |    |    |    |    |    |    |    |    |    |    |    |    |    |    |    |    |    |    |    |    |    |
| 7e  |    |    |    |    |    |    |    |    |    |    |    |    |    |    | ●  |    |    |    |    |    |    |    |    |    |    |    |    |    |    |    |    |    |    |    |    |    |    |    |
| 8e  | ●  |    |    |    |    |    |    |    |    |    |    |    |    |    |    | ●  |    |    |    |    |    |    |    |    |    |    |    |    |    | ●  | ●  | ●  | ●  |    |    |    |    |    |
| 9e  |    |    |    |    |    |    |    |    |    |    |    |    |    | ●  |    |    | ●  | ●  |    |    |    |    | ●  | ●  | ●  | ●  |    |    | ●  |    |    |    |    |    |    |    |    |    |
| 10e |    |    |    |    |    |    |    |    |    |    |    |    |    |    |    |    |    |    |    |    |    |    |    |    |    |    |    |    |    |    |    |    |    | ●  | ●  | ●  | ●  | ●  |
| 11e |    | ●  |    |    |    |    |    |    |    |    |    |    |    |    |    |    |    |    | ●  |    | ●  | ●  |    |    |    |    |    |    |    |    |    |    |    |    |    |    |    |    |
| 12e |    |    |    |    |    |    |    |    |    |    |    |    | ●  |    |    |    |    |    |    |    |    |    |    |    |    |    | ●  |    |    |    |    |    |    |    |    |    |    |    |
| 13e |    |    |    |    |    |    |    |    |    |    |    | ●  |    |    |    |    |    |    |    | ●  |    |    |    |    |    |    |    | ●  |    |    |    |    |    |    |    |    |    |    |
| 14e |    |    |    |    |    |    |    |    |    |    |    |    |    |    |    |    |    |    |    |    |    |    |    |    |    |    |    |    |    |    |    |    |    |    |    |    |    |    |
| 15e |    |    |    |    |    |    |    |    |    | ●  |    |    |    |    |    |    |    |    |    |    |    |    |    |    |    |    |    |    |    |    |    |    |    |    |    |    |    |    |
| 16e |    |    | ●  |    |    |    |    |    |    |    | ●  |    |    |    |    |    |    |    |    |    |    |    |    |    |    |    |    |    |    |    |    |    |    |    |    |    |    |    |
| 17e |    |    |    |    | ●  |    |    |    | ●  |    |    |    |    |    |    |    |    |    |    |    |    |    |    |    |    |    |    |    |    |    |    |    |    |    |    |    |    |    |
| 18e |    |    |    |    |    |    |    |    |    |    |    |    |    |    |    |    |    |    |    |    |    |    |    |    |    |    |    |    |    |    |    |    |    |    |    |    |    |    |
| 19e |    |    |    | ●  |    |    |    |    |    |    |    |    |    |    |    |    |    |    |    |    |    |    |    |    |    |    |    |    |    |    |    |    |    |    |    |    |    |    |
| 20e |    |    |    |    |    | ●  | ●  | ●  | ●  |    |    |    |    |    |    |    |    |    |    |    |    |    |    |    |    |    |    |    |    |    |    |    |    |    |    |    |    |    |

### Classement
| Rang | Équipe              | Pts | J  | G  | N  | P  | Bp | Bc | Diff |
| ---- | ------------------- | --- | -- | -- | -- | -- | -- | -- | ---- |
| 8    | Le Havre AC         | 54  | 38 | 14 | 12 | 12 | 39 | 31 | +8   |
| 9    | GFC Ajaccio R       | 51  | 38 | 13 | 12 | 13 | 47 | 51 | −4   |
| 10   | Chamois niortais FC | 49  | 38 | 12 | 13 | 13 | 45 | 57 | −12  |
| 11   | AC Ajaccio          | 48  | 38 | 13 | 9  | 16 | 47 | 58 | −11  |
| 12   | Clermont Foot 63    | 46  | 38 | 11 | 13 | 14 | 46 | 48 | −2   |

### Meilleurs buteurs (matchs L2)
Classement au 16 mai 2017
|    | Joueur    |    |
| 1  | Dona Ndoh | 13 |
| 2  | Roye      | 5  |
| 3  | Sambia    | 4  |
| 4  | Grange    | 3  |
|    | Lamkel Zé | 3  |
|    | Agouazi   | 3  |
|    | Choplin   | 3  |
| 8  | Dabasse   | 2  |
|    | Djigla    | 2  |
|    | Bronn     | 2  |
| 11 | Kiki      | 1  |
|    | Dembélé   | 1  |
|    | Rocheteau | 1  |

### Meilleurs passeurs (matchs L2)
Classement au 16 mai 2017
|   | Joueur    |   |
| 1 | Roye      | 7 |
| 2 | Grange    | 6 |
| 3 | Dona Ndoh | 3 |
|   | Sambia    | 3 |
| 5 | Kiki      | 2 |
|   | Dembélé   | 2 |

### Coupe de la Ligue
| Tour     | Date       |            | Score |       | Buteurs Niort | Feuille de match |
| -------- | ---------- | ---------- | ----- | ----- | ------------- | ---------------- |
| 1er tour | 09/08/2016 | Strasbourg | 1-0   | Niort |               |                  |

### Coupe de France
| Tour    | Date       |                         | Score         |               | Buteurs Niort                           | Feuille de match |
| ------- | ---------- | ----------------------- | ------------- | ------------- | --------------------------------------- | ---------------- |
| 7e tour | 11/11/2016 | Stade montois (CFA)     | 1-2           | Niort         | Dabasse 4e · Djigla 84e                 |                  |
| 8e tour | 03/12/2016 | Anglet (CFA2)           | 0-0 (4 tab 5) | Niort         |                                         |                  |
| 32e     | 07/01/2017 | Blagnac (DH)            | 0-1           | Niort         | Djigla 69e                              |                  |
| 16e     | 31/01/2017 | Sarreguemines FC (CFA2) | 0-3           | Niort         | Grange 7e · Dabasse 45e · Dona Ndoh 88e |                  |
| 8e      | 01/03/2017 | Niort                   | 0-2           | Paris SG (L1) |                                         |                  |